# فبراير الأسود (فلم)
فبراير الأسود هو فيلم كوميدي مصري إنتاج عام 2013، بطولة الفنان خالد صالح، تدور أحداث الفيلم في إطار من الكوميديا السوداء حول الإحباط والمشاكل التي تطارد العلماء المصريين حيث مدرس علم اجتماع في جامعة مصرية (خالد صالح) يحاول نشر أفكار الفضيلة و النور المجتمعي باستخدام الشريحة المجتمعية المتعلمة و المتوسطة الدخل في محاولات التي يتعرض بسببها للكثير من المفارقات الكوميدية.

## القصة
تدور قصة الفيلم حول أخوين الأول حسن (خالد صالح) يعمل دكتور جامعى والثاني صلاح (طارق عبد العزيز) يعمل عالم كيميائى وينتهى به المطاف إلى أن يعمل بائع طرشى يحدث لهما موقف مأساوي كوميدى يجعلهما يفكران جديا في الهجرة خارج البلاد بصحبه زوجتيهما وأبنائهما وتتوالى المواقف الكوميدية إلى أن يحدث لهما موقف يغير كل ما يفكرون به

## الممثلين
| - خالد صالح:حسن - أمل رزق:إخلاص - ميار الغيطي:ريم - ياسر الطوبجي:معتمد - طارق عبد العزيز:صلاح | - رانيا شاهين:عصمت - ألفت إمام:سميحة - أحمد زاهر:عادل عبد الحق - سليمان عيد:نزهي - إدوارد:طارق به | ضيوف الشرف - نبيل الهجرسي:الطبيب - أنعام سالوسة:والدة طارق - إيمان السيد:الممرضة |

| - محمد منصور:زغلول - محمد حافظ:كاظم - محمد نصر:ظابط الصحراء - أسامة عبد الله:صاحب الكافيه - أحمد فهيم:مدرب المنتخب | - محمد على رزق:كذاب الإستوديو - نوال سمير:زوجة كاظم - أية رمضان:رشا بنت حسن - عمرو أسامة:عمرو بن صلاح - ياسمين عمر:شريفة | - أحمد الشامي: زوج سميحة - سارة الشامي:بنت سميحة - يوسف نجيب:إبن سميحة - آمنة جمال:المضيفة - مجدي منير:وزير الشباب | - رؤوف الديب:مندوب الرئاسة - أسامة العقر:بلطجي الكافيه - نهى طه:مذيعة 1 - مونيا منير:مذيعة 2 - سمير عبد الرحيم:المأذون |

- أفراد العائلة: علي أبو العلا - هيثم أنور - آية محمود - حلا رمضان - مروة شوقي - أمل محمود - سما رمضان - هند علي - هشام عبد الحميد
- الأعلاميان : خالد لطيف - سحر صبري

## وصلات خارجية
- مقالات تستعمل روابط فنية بلا صلة مع ويكي بيانات